# 谢锡玉
谢锡玉（1916年—1994年），中国人民解放军将领、中国人民解放军开国少将。江西省莲花县人。
曾任空军第4师政委。1955年，授予中国人民解放军少将。